# فيليبي بيدريل
فيليبي بيدريل (باللغة الكاتالونية: فيليب بيدريل إي ساباتي ) ولد يوم 19 فبراير 1941 في مدينة ترتوسا و توفي يوم 19 أغسطس 1922 في مدينة برشلونة. هو ملحن موسيقي إسباني من أصول كاتالونية.